# Termitosphaera duthiei
Termitosphaera duthiei är en svampart som först beskrevs av Miles Joseph Berkeley, och fick sitt nu gällande namn av Raffaele Ciferri 1935. Termitosphaera duthiei ingår i släktet Termitosphaera och familjen Lyophyllaceae.   Inga underarter finns listade i Catalogue of Life.